# Cantina Tollo
Cantina Tollo was een Italiaanse wielerploeg, actief in de jaren 1996-2002, waarvan het laatste jaar als cosponsor van Acqua & Sapone. De Acqua & Sapone-ploeg alsmede Domina Vacanze kunnen als een voortzetting gezien worden van Cantina Tollo.

## Bekende oud-renners
- Daniele Bennati (2002)
- Mario Cipollini (2002)
- Gabriele Colombo (1999-2002)
- Danilo Di Luca (1999-2001)
- Bo Hamburger (1999)
- Serhij Hontsjar (1998)
- Sergej Jakovlev (2001)
- Alexandr Kolobnev (2002)
- Marcus Ljungqvist (1998-1999)
- Andrea Masciarelli (2001)
- Simone Masciarelli (2001-2002)
- Luca Mazzanti (1998-1999)
- Michele Scarponi (2002)
- Filippo Simeoni (2001-25/06/2002)
- Gilberto Simoni (1998)
- Alessandro Spezialetti (2001)
- Andrea Tonti (1999-2001)

Italiaanse wielerploeg Cantina Tollo: 1996–2002
Arzilli · 
Cembali · 
Dante · 
D'Ascenzo · 
Di Francesco · 
Di Renzo ·
Di Silvestro · 
Gentili · 
Hvastija ·
Leone · 
Paluan · 
Petito · 
Pierdomenico · 
Pozzi · 
Ramacciotti · 
Recanati · 
Roušček ·
Spinozzi ·
Valoti ·
Maragno (stagiair) ·
Varocchi (stagiair)
Arzilli · 
Cembali · 
Cignali ·
Dante · 
D'Ascenzo · 
Di Francesco · 
Di Renzo ·
Di Silvestro · 
Dolci ·
Frizzo ·
Gentili · 
Hvastija ·
Leone · 
Maragno ·
Paluan · 
Peschel · 
Pierdomenico · 
Pozzi · 
Ramacciotti · 
Recanati · 
Sandroni ·
Valoti ·
Fernandes (stagiair) ·
Magnani (stagiair)
Baronti · 
Battistel · 
Bellini ·
Cavagnis ·
Colagè · 
Di Renzo ·
Dolci ·
Frizzo ·
Gentili · 
Giunti ·
Hontsjar ·
Hvastija ·
Ljungqvist · 
Magnani ·
Maragno ·
Mazzanti · 
Pierdomenico · 
Rittsel · 
Simoni · 
Strazzer · 
Trenti ·
Valoti ·
Villa ·
Feliziani (stagiair) ·
Negrini (stagiair) ·
Peschi (stagiair)
Baronti · 
Bossoni · 
Brognara ·
Cavagnis ·
Colombo · 
Di Biase ·
Di Luca ·
Di Renzo ·
Gasperoni ·
Gentili · 
Giabbecucci ·
Giunti ·
Hamburger ·
Ljungqvist · 
Magnani ·
Marzoli ·
Mazzanti · 
Minali ·
Mondini ·
Negrini ·
Pierdomenico · 
Piovaccari · 
Sgambelluri · 
Tonti · 
Trenti ·
Villa
Baronti · 
Bossoni · 
Colombo · 
Colonna ·
Di Biase ·
Di Luca ·
Di Renzo ·
Gasperoni ·
Gentili · 
Giabbecucci ·
Giunti ·
Marzoli ·
Masciarelli · 
Massi ·
Mondini ·
Negrini ·
Pepoli ·
Pierdomenico · 
Piovaccari · 
Scotti ·
Sgambelluri · 
Tonti · 
Trenti ·
Vergnani ·
Astolfi (stagiair) ·
Pospjejev (stagiair)
Astolfi ·
Colombo · 
Colonna ·
Conti ·
Di Cintio ·
Di Luca ·
Gasperoni ·
Gentili · 
Giabbecucci ·
Giunti ·
Jakovlev ·
Martín ·
Marzoli ·
S. Masciarelli · 
Negrini ·
Pepoli ·
Pospjejev · 
Scotti ·
Simeoni · 
Spezialetti ·
Tonti · 
Trenti ·
Kobzarenko (stagiair) ·
Lobato (stagiair) ·
A. Masciarelli (stagiair)
Astolfi ·
Bennati · 
Cardellini ·
Cipollini  ·
Colombo ·
Conti ·
Derganc ·
Di Cintio ·
García ·
Gasperoni ·
Gentili · 
Giabbecucci ·
Giunti ·
González ·
Kolobnev ·
Lobato ·
Lombardi ·
Martín ·
Masciarelli · 
Peña ·
Pospjejev · 
Scarponi ·
Scirea ·
Simeoni · 
Trenti